# Maas-Waalkanaal
Maas-Waalkanaal – kanał w prowincji Geldria, w Holandii. Swój bieg rozpoczyna w pobliżu Molenhoek, odgałęziając się od Mozy, następnie płynie na północ przez Malden i Nijmegen i uchodzi do rzeki Waal. Długość kanału wynosi 13,3 km, głębokość – 4,9 m, a szerokość waha się od 82 do 145 m. Kanał został wybudowany w latach 1920–1927 i otwarty 27 października 1927 roku przez królową Wilhelminę.